# François Georges Cavillier
François Georges Cavillier (20 de octubre de 1868-6 de marzo de 1953) fue un botánico, curador suizo, que realizó contribuciones a la flora de los Alpes Marítimos.
De 1887 a 1898 fue preparador-curador, y en 1899 es curador del herbario Burnat., en Nant, Vevey. De 1921 a 1938 Profesor Asistente en el Conservatorio Botánico de la Ciudad de Ginebra.

## Algunas publicaciones

### Libros
- Briquet, john; mile Burnat, françois g. Cavillier. Flore Des Alpes Maritimes: Ou, Catalogue Raisonn Des Plantes Qui Croissent Spontanment Dans La Chaine Des Alpes Maritimes y Compris Le Departement. Reeditado en 2009 por BiblioBazaar. 376 pp. ISBN 9781145291720

## Honores

### Eponimia
- (Asteraceae) Doronicum cavillieri Alv.Fern. & Nieto Fel.[5]

- (Rosaceae) Alchemilla cavillieri (Burnat) Pignatti[6]